# 尼泊爾種姓制度
尼泊爾種姓制度，是一個傳統複雜的尼泊爾社會分層系統，種姓由多個稱為賈提的職業世襲內婚群體構成。這種風俗十八世纪以前只流行在卡斯人、尼瓦爾人、梅德西人。但因尼泊爾在18世紀統一，尼泊爾的各種土著部落被納入種姓層級內。尼泊爾種姓制度廣泛借用古典印度教四個瓦爾納：婆羅門、剎帝利、吠舍和首陀羅。民族土著群體不屬於這一類系統（一般劃為首陀羅）。

## 尼泊爾種姓制度歴史
尼泊爾種姓制度一直存在，但在1854年尼泊爾民法（穆魯吉艾恩）頒布後正式制度化。立法來源是法經、摩奴法典等印度教經典，合稱為「阿卡拉的習慣法」。
法典把種姓分為五種：「佩戴聖線者」、「不可奴役的喝烈酒者」、「可奴役的喝烈酒者」、「不潔但仍可接觸者」以及「不可接觸者」，以是不是會污染水判斷。
尼泊爾種姓分類比印度少，普里特維·納拉揚·沙阿把尼泊爾稱為由四個瓦爾那和三十六個種姓構成的花園。

## 尼泊爾四瓦爾那

### 婆羅門
婆羅門是尼泊爾四瓦爾那第一等，主要分為山地婆羅門（巴洪）和來自印度的移民，是祭司、學者、教育工作者。他們佔尼泊爾全國人口12.5%，印度教人口中的31%。

### 剎帝利
剎帝利是尼泊爾四瓦爾那第二等，主要是王族、軍人和行政人員，可分為切特里和塔庫里兩種。

### 吠舍
吠舍是尼泊爾四瓦爾那第三等，主要從事農牧及商業。卡斯人沒吠舍種姓，尼泊爾吠舍種姓大多是尼瓦爾人。

### 首陀羅
首陀羅是尼泊爾四瓦爾那第四等，主要擔任工匠和服務性職業等中下階層的人民所從事的工作。

## 流浪歌手社區
流浪歌手一般稱Gaine，從事演奏尼泊爾傳統樂器沙林吉。
他們主要生活在尼泊爾中西部，被視同賤民。

## 現狀
種姓制度至今仍存在，尼泊爾雖在1962年通過一項法律，使對賤民種姓歧視非法。然而在實踐中，歧視仍然延續至今。
由於西方文化和教育影響，今天的種姓制度已不再那麼僵化。在過去，當婆羅門和切特里如在路上遇到首陀羅，他們會回家洗澡，現在有些人就只是用水灑在他們身上，有的甚至不關心的。今天婆羅門有土地，在外地工作並參與政府服務。過去婆羅門並不受死刑，而被賦予和黄牛在印度教中同樣的宗教地位，但現在所有種姓法律上都一視同仁。教育免費開放給所有種姓，但仍有部分社交性的歧視。